# Уїнтатерієві
Уїнтате́рієві (Uintatheriidae) — родина вимерлих ссавців ряду Диноцерати (лат. Dinocerata). Уїнтатерієві були найбільшими наземними ссавцями свого часу. Жили з раннього палеоцену по середній еоцен.

## Опис
Уїнтатерієві були масивно складеними тваринами з товстими ногами, широкими ступнями й дуже маленьким мозком. Найбільш характерні відмітні особливості уїнтатерієвих (для переважної більшості видів) — наявність кількох пар тупих рогів, схожих з рогами сучасних жирафів, а також великих шаблеподібних іклів.

## Класифікація
Родина включає 6 родів та поділяється на 3 підродини:
- Продиноцератові (Prodinoceratinae Flerow, 1952) — найдавніші та примітивні диноцерати. Представлені єдиним родом Prodinoceras, які мають багато різних синонімів (Mongolotherium, Probathyopsis і т. д.). Рід представлений як в Азії (Монголія, Китай), так і у Північній Америці (захід США, переважно Вайомінг), де його численні види мешкали з пізнього палеоцену по ранній еоцен.
- Уїнтатерієві (Uintatheriinae Flower, 1876) — більш просунуті еоценові диноцерати. Є найбільшими представниками ряду. Включають 4 роди: Bathyopsis, Uintatherium, Tetheopsis, Eobasileus з безліччю синонімів. Довгий час вважалося, що підродина ендемічна для Північної Америки (Вайомінг, Колорадо, Юта, Каліфорнія, Техас), але недавні знахідки показують, що якийсь уінтатерій мешкав також у ранньому еоцені Китаю.
- Гобіатерієві (Gobiatheriinae Flerow, 1952) — високоспеціалізовані диноцерати із середнього і пізнього еоцену Азії (Китай, Казахстан, Киргизстан). Представлені одним родом Gobiatherium. Поки не ясно, чи відбулося група від американських іммігрантів, або має азійські коріння.